# Maruti Zen
Der Maruti Zen ist ein in Indien gefertigter Kleinwagen der Firma Maruti Suzuki India. 
Er ist weitgehend baugleich mit dem als Weltauto geplanten 1994er-Suzuki Alto, der ebenfalls von Maruti hergestellt wurde. Der Zen ist allerdings nur fünftürig erhältlich. Der Vierzylinder-Ottomotor mit 993 cm³ Hubraum und einer Leistung von 40 kW (54 PS) stammt ebenfalls von Suzuki und wurde auch in der Exportversion des Alto eingesetzt.

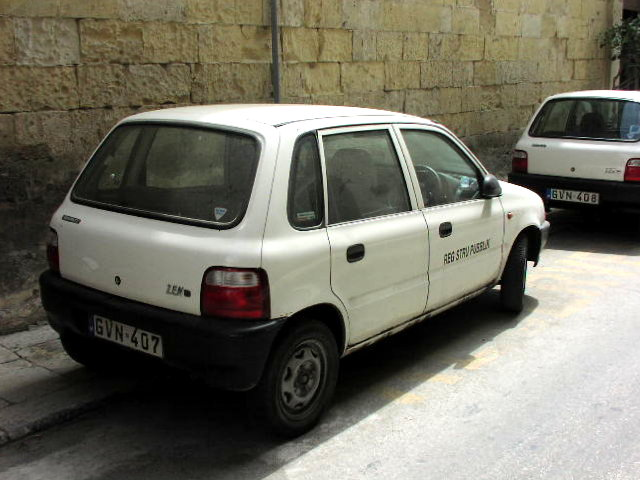
Maruti Zen

1998 erschien mit dem Zen D der erste Maruti-PKW mit Dieselmotor. Der Motor stammte von Peugeot, leistete 42 kW (57 PS) bei einem Hubraum von 1527 cm³ und wurde auch im Peugeot 106 und im Citroën AX eingesetzt. Die Produktion der Dieselvariante wurde 2005 eingestellt.
Heute wird der Maruti Zen in Indien und den benachbarten Staaten Südasiens sowie in Teilen Afrikas und Südamerikas angeboten. In einigen Ländern wird er als Alto bezeichnet.
Der Zen kann als modernere Version vom Maruti 800 angesehen werden, der 2013 eingestellt wurde. Der Zen ist im Vergleich zum 800 geräumiger und leistungsstärker und bietet fünf statt vier Sitzplätze. 
Im Dezember 2006 stellte Maruti in Indien das neue Modell des Zen vor. Der neue Zen unterscheidet sich von seinem Vorgänger insbesondere durch sein zeitgemäßes Design und den geräumigeren Innenraum. Der neue Motor ist ein Vierventiler mit 1061 cm³ Hubraum und leistet nun 64 PS. Das Topmodell des neuen Zen ist nun auch mit Fahrer-Airbag und ABS zu haben. Eine Klimaanlage ist in allen Modellen des neuen Zen Standard. Der neue Zen wird gegenüber dem neuen Suzuki Swift um ca. 2.000 EUR günstiger angeboten und kostet damit in etwa so viel wie der Hyundai Santro, der allerdings in fast unveränderter Form bereits seit 1998 auf dem Markt ist. Dem neuen Zen werden in Indien gute Chancen eingeräumt, am Verkaufserfolg seines Vorgängers anzuschließen.